# Cornelius Valerius

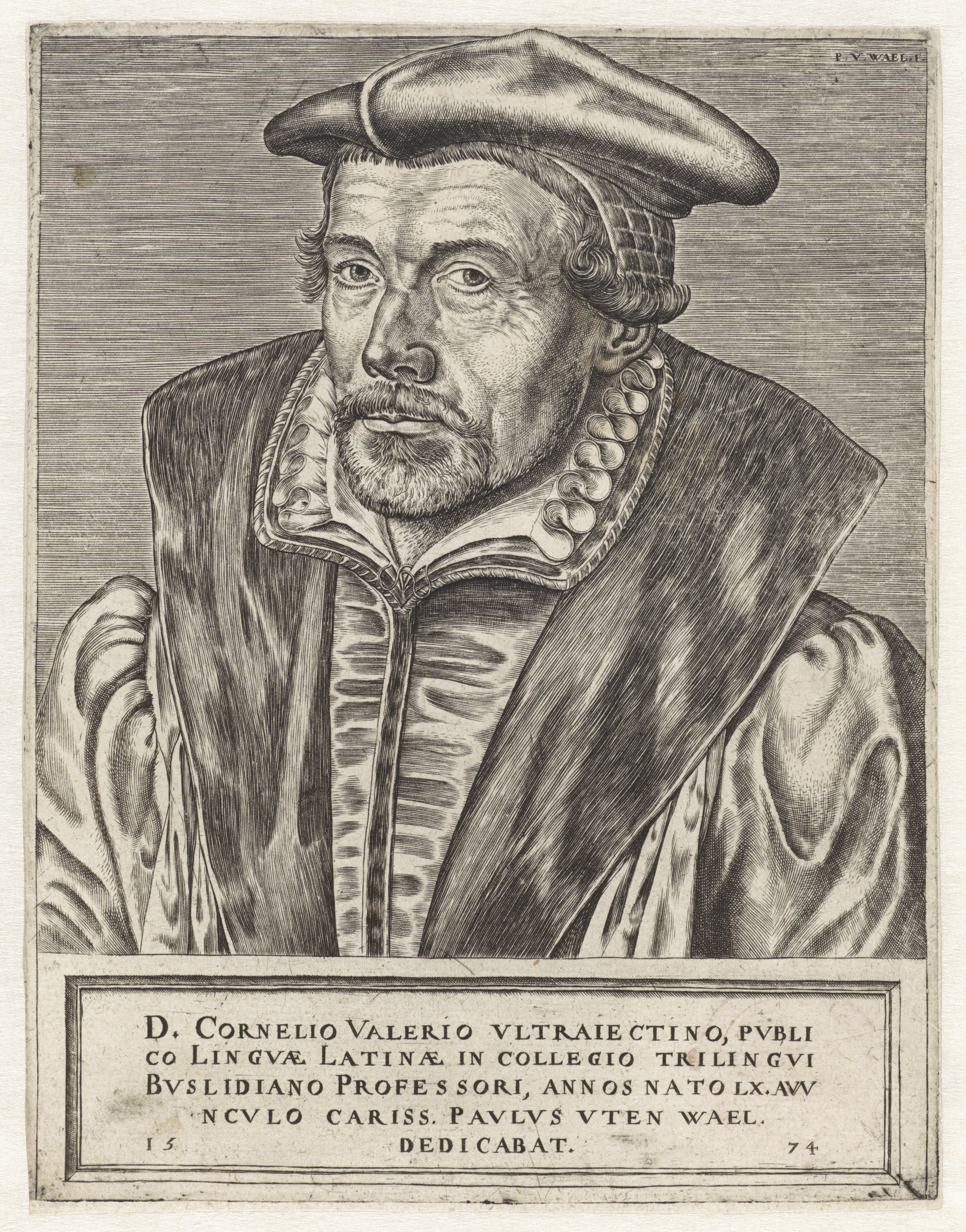
Cornelius Valerius

Cornelius Valerius (eigentlich Kornelis Wouters; * 1512 in Oudewater; † 11. August 1578 in Löwen) war ein niederländischer Klassischer Philologe, Schulleiter und Renaissance-Humanist, der als Lateinprofessor Collegium Trilingue im Umfeld der Universität Löwen lehrte.
Fälschlich wird er gelegentlich gleichgesetzt mit dem niederländischen Humanisten Cornelius Wouters (ca. 1500–1577), der unter anderem in Duisburg wirkte.

## Leben und Werk
Valerius besuchte die Hieronymusschule in Utrecht unter Georg Macropedius, studierte dann in Löwen, wurde Professor der lateinischen Sprache an der Lateinschule Utrecht und in Löwen am Collegium Trilingue, dort auch römisch-katholischer Geistlicher. Besonders ging es ihm um eine elegantere Darstellung der Logik im Sinne des Humanismus, daneben um die Rhetorik, Physik und Ethik. Er kannte sich auch in der damaligen Naturlehre gut aus.

## Schriften
- In universam bene dicendi rationem tabula, summam artis rhetoricae complectens, Basel 1545, auch 1556, Löwen 1563, Antwerpen 1567, 1568 u.ö.;
- Tabulae totius dialectices, 1545, auch 1567, 1569;
- Grammaticae institutiones, 1560, auch 1580–86;
- Physicae seu de naturae philosophia institutio, 1567, auch 1584, 1598;
- Ethicae seu de moribus philosophiae brevis et perspicua descriptio, 1566, auch 1567, 1582;
- Sphaera et prima astronomiae ac geographiae rudimenta, 1585.

## Einzelbelege
1. ↑  Portrait of Cornelius Valerius. In: The Online Portrait Gallery. Abgerufen am 6. August 2023.

| Personendaten    | Personendaten                                 |
| ---------------- | --------------------------------------------- |
| NAME             | Valerius, Cornelius                           |
| ALTERNATIVNAMEN  | Wouters, Cornelis                             |
| KURZBESCHREIBUNG | niederländischer Humanist und Lateinprofessor |
| GEBURTSDATUM     | 1512                                          |
| GEBURTSORT       | Oudewater                                     |
| STERBEDATUM      | 11. August 1578                               |
| STERBEORT        | Löwen                                         |